# 빌 포스터 (정치인)
조지 윌리엄 포스터(George William Foster, 1955년 10월 7일 ~ )는 미국의 정치인이다.

## 학력
- 위스콘신 대학교 매디슨 이학사
- 하버드 대학교 과학 석사
- 하버드 대학교 철학박사

## 경력
- 2008.03 ~ 2011.01 제110·111대 미국 일리노이주 제14선거구 연방하원의원
- 2013.01 ~ 제113~대 미국 일리노이주 제11선거구 연방하원의원

## 역대 선거 결과
| 선거명        | 직책명                         | 대수  | 정당   | 득표율 | 득표수    | 결과 | 당락                     |
| ------------- | ------------------------------ | ----- | ------ | ------ | --------- | ---- | ------------------------ |
| 2008년 재선거 | 하원의원 (일리노이 제14선거구) | 110대 | 민주당 | 52.53% | 52,205표  | 1위  | 일리노이주 하원의원 당선 |
| 2008년 선거   | 하원의원 (일리노이 제14선거구) | 111대 | 민주당 | 57.75% | 185,404표 | 1위  | 일리노이주 하원의원 당선 |
| 2010년 선거   | 하원의원 (일리노이 제14선거구) | 112대 | 민주당 | 45.03% | 98,645표  | 2위  | 낙선                     |
| 2012년 선거   | 하원의원 (일리노이 제11선거구) | 113대 | 민주당 | 58.57% | 148,928표 | 1위  | 일리노이주 하원의원 당선 |
| 2014년 선거   | 하원의원 (일리노이 제11선거구) | 114대 | 민주당 | 53.46% | 93,436표  | 1위  | 일리노이주 하원의원 당선 |
| 2016년 선거   | 하원의원 (일리노이 제11선거구) | 115대 | 민주당 | 60.45% | 166,578표 | 1위  | 일리노이주 하원의원 당선 |
| 2018년 선거   | 하원의원 (일리노이 제11선거구) | 116대 | 민주당 | 63.84% | 145,407표 | 1위  | 일리노이주 하원의원 당선 |
| 2020년 선거   | 하원의원 (일리노이 제11선거구) | 117대 | 민주당 | 63.30% | 194,557표 | 1위  | 일리노이주 하원의원 당선 |
| 2022년 선거   | 하원의원 (일리노이 제11선거구) | 118대 | 민주당 | 56.45% | 149,172표 | 1위  | 일리노이주 하원의원 당선 |
| 2024년 선거   | 하원의원 (일리노이 제11선거구) | 119대 | 민주당 | 55.56% | 199,825표 | 1위  | 일리노이주 하원의원 당선 |

## 참고 자료
- 위키미디어 공용에 빌 포스터 관련 미디어 분류가 있습니다.